# Betamax

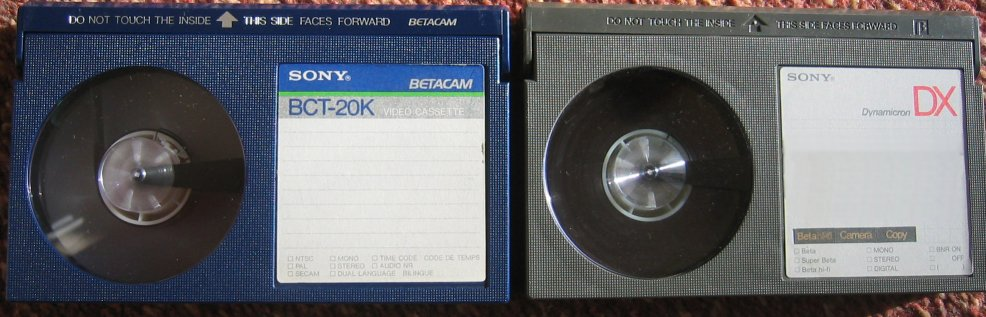
Betamax kazetták

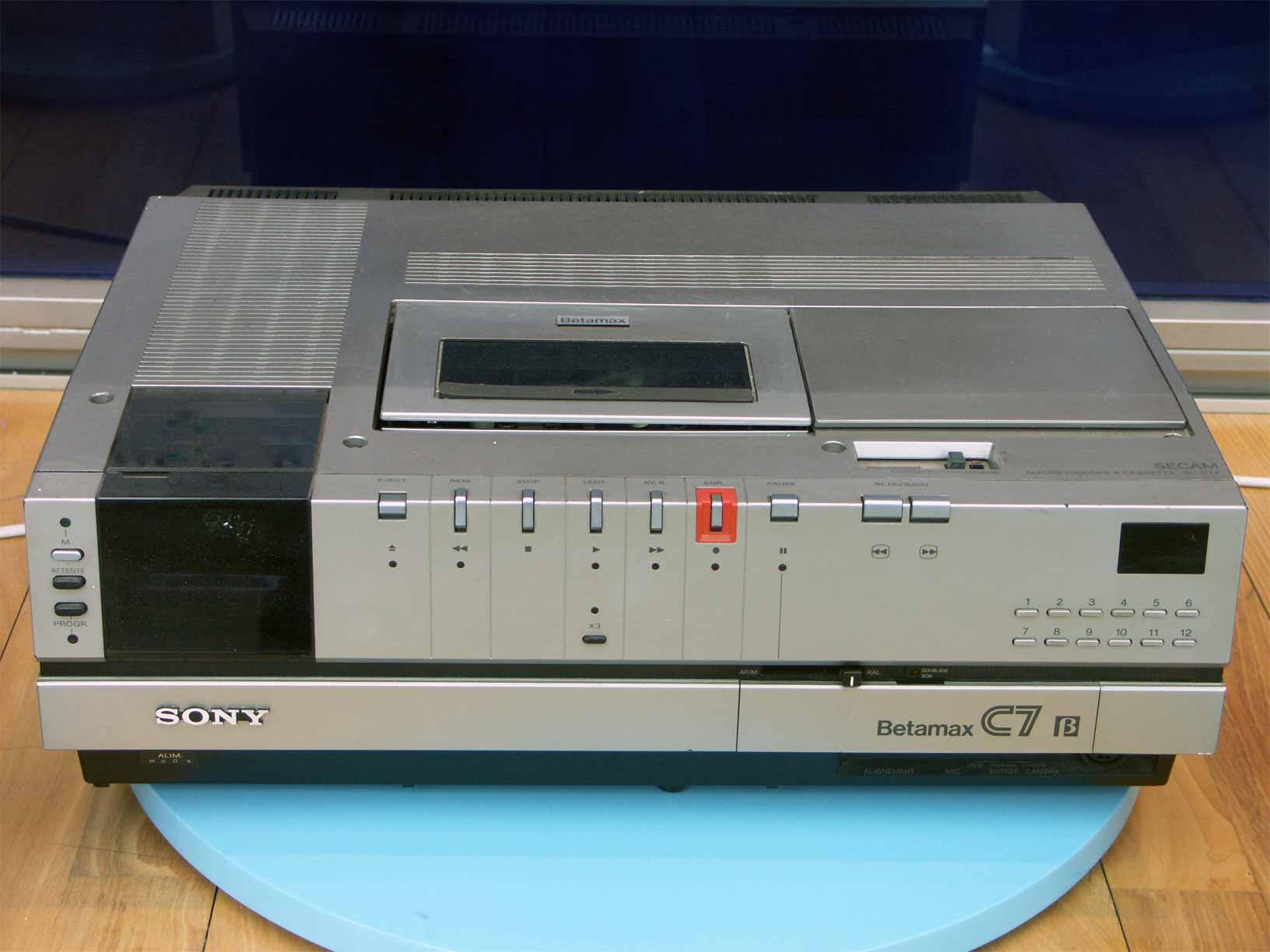
A Sony cég SL–C7 típusjelű Betamax videómagnója

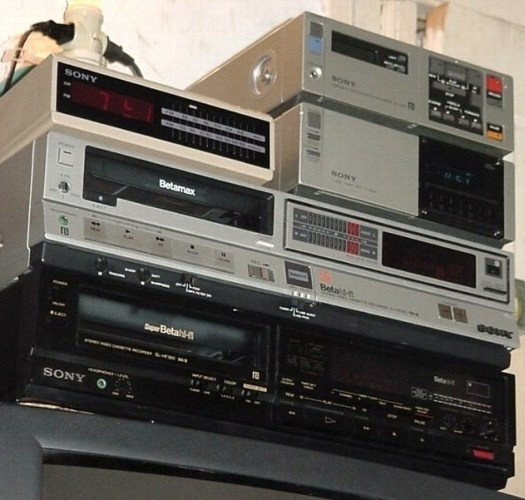
Három Betamax rendszerű Sony videómagnó, fentről lefelé: hordozható SL-2000 TT-2000-zas tuneregységgel (1982), SL-HF 300 Hi-Fi (1984), SL-HF 360 SuperBeta HiFi (1988)

A Betamax (gyakran Betának becézik) egy régi otthoni videókazetta-rendszer, melyet a Sony fejlesztett, és 1975. május 10-én hozott forgalomba. A szalag szélessége 12,7 mm, a kazetta formátuma pedig hasonlít a Betamaxot megelőző U-Matic videokazettákéhoz.
Riválisa, a VHS 1976. szeptember 9-én jelent meg a JVC szárnyai alatt. Ez a formátum a Betamaxszal ellentétben nem használt biztonsági sávot, azonban azimut-alapú felvételi technológiát alkalmazott, hogy ne legyen képáthallás. A "Betamax" név kettős jelentésből ered. A beta egy japán kifejezés, ami a felvételhez használt jeleket jelentette, a "MAX" pedig a maximumot, a formátum nagyszerűségét próbálta leírni.
A Sanyo is létrehozott egy Beta-típust, ez volt a Betacord, amit gyakran hívtak a Betamaxhoz hasonlóan BETA-nak. Érdekes, hogy a Beta-rendszerű videómagnókat a Toshiba, Pioneer, Murphy, Aiwa és a NEC, valamint Zenith Electronics Corporation és a WEGA cégek is hamar elkezdték gyártani a Sonyval kötött szerződés értelmében.
A Betamax-VHS-harc végén érdekes módon végül a VHS került ki győztesként, pedig a Betamax jobb kép- és hangminőséggel, valamint kisebb mérettel rendelkezett. A Sony cég 1988-ban gyártotta le az első VHS videómagnóját, a vereség beismeréseképpen.
A Sony 2002-ben fejezte be a Betamax rendszerű videómagnók gyártását, majd 2015 novemberében bejelentették, hogy 2016 márciusától leállnak a Betamax rendszerű kazetták gyártásával is.

## Játékidő és szalaghossz

### PAL/SECAM rendszerben
| Típus | Felvételi idő | Szalaghossz         |
| ----- | ------------- | ------------------- |
| L-125 | 30 perc       |                     |
| L-165 |               |                     |
| L-250 | 65 perc       | 80 méter / 262 láb  |
| L-370 | 95 perc       |                     |
| L-500 | 130 perc      | 150 méter           |
| L-750 | 195 perc      | 222 méter / 728 láb |
| L-830 | 215 perc      | 246 méter           |

### NTSC rendszerben
| Típus / felvételi mód -> | Beta-I   | Beta-II  | Beta-III |
| ------------------------ | -------- | -------- | -------- |
| L-125                    | 15 perc  | 30 perc  | 45 perc  |
| L-165                    |          |          |          |
| L-250                    | 30 perc  | 60 perc  | 90 perc  |
| L-370                    |          |          |          |
| L-500                    | 60 perc  | 120 perc | 180 perc |
| L-750                    | 90 perc  | 180 perc | 270 perc |
| L-830                    | 100 perc | 200 perc | 300 perc |